# Herbert Benson
Herbert Benson (24 de abril de 1935 - 3 de febrero de 2022) fue un médico y cardiólogo estadounidense. Fue fundador del Instituto Médico de Mente y Cuerpo del Hospital General de Massachusetts, así como director emérito del Instituto Benson-Henry, profesor de este ámbito en la Escuela Médica de Harvard y patrocinador del Instituto Americano del Estrés. Contribuyó con más de 190 publicaciones científicas y doce libros.
En 1998, Benson se convirtió en líder del "Gran Experimento de la Oración", oficialmente denominado "Estudio de los Efectos Terapéuticos de la Oración Intercesora" (STEP en inglés). Sus resultados, publicados en 2006, revelaron que las oraciones cristianas no tienen ningún efecto sobre pacientes de cirugía de bypass coronario, aunque él mismo consideró que podrían tener algún efecto terapéutico.
Benson estudió también la meditación, campo en el que acuñó el término respuesta de relajación (relaxation response) para describir la habilidad que el cuerpo humano posee para estimular la relajación de músculos y órganos.